# Cecilie Løveidová
Cecilie Løveidová (* 21. srpna 1951, Mysen, Norsko) je norská lyrička, prozaička, autorka dětských knih, operní libretistka a dramatička, která se pro řadu ocenění a zhruba tři desítky textů řadí v současnosti mezi přední norské dramatiky.

## Život a dílo
Vyrůstala v Bergenu, který je dodnes jejím zázemím, kde je uchycena svými poetickými kořeny. V současné době žije v Kodani.
Vystudovala uměleckoprůmyslovou školu a divadelní vědu na univerzitě v Oslu. V roce 1972 debutovala románem Mošt (Most). Její první hrou byla jednoaktovka Muž, který chtěl mít vše (Mannen som ville ha alt). Na Národní scéně v Bergenu působila zprvu jako statistka, nápověda a inspicientka. Zde roku 1982 debutovala jako dramatička hrou Zima propuká (Vinteren revner). Roku 1986 založila společně s tehdejším uměleckým ředitelem Tomem Remlovem dílnu současného dramatu, která se označuje jako Bergenský projekt. Mezinárodní cenu Prix Italia jí přinesla rozhlasová hra Pojídači racků (Måkespisere) roku 1983. V roce 2013 byla v Aftenposten otištěna její nejnovější báseň Trest (Straff), která je podle autorčiných slov o norském extremistovi, vraždícím v roce 2011, ale nevynáší žádný soud o jeho činech.
Její hry byly inscenovány mnohokrát jak v Norsku, tak v zahraničí, a to na divadelních scénách, v rádiu i v televizi. V 70. letech psala převážně fragmentární modernistické romány na hranici mezi prózou a poezií. Zabývala se v nich z ženského hlediska otázkami hledání štěstí, svobody a seberealizace. K divadlu se dostala přes psaní televizních a rozhlasových her. Od 80. let 20. století se věnuje výhradně dramatu, kam přenesla většinu témat ze svých románů. Důležitou roli v její tvorbě hrají poetičnost a hudebnost, které mají důležitější úlohu než samotný děj. V její tvorbě velmi často dochází k prolínání různých žánrů. Mísí dohromady poetickou formu se snem i realitou. V centru jejích her stojí téměř bez výjimky ženy, které se rozhodly následovat své instinkty, ať už sexuální, intelektuální, tvůrčí či biologické. Løveidová zkoumá jejich osobní život ve snaze pochopit, kým opravdu jsou.

## Ocenění
- Gyldendals legat 1979
- Prix Italia 1982
- Aschehougprisen 1984
- Doblougova cena 1990
- Ibsenprisen 1999
- Gyldendalprisen 2001

## Dramata (výběr)
- Muž, který chtěl mít vše (Mannen som ville ha alt, 1977)
- Zima propuká (Vinteren revner, 1982)
- Pojídači racků (Måkespisere, 1983)
- Provazochodkyně : porod je hudba (Balansedame : fødsel er musikk, 1984)
- Dvojnásobný požitek (Dobbel Nytelse, 1988)
- Barokní vlys, aneb láska je větší labyrint (Barock Friise eller Kjærligheten er en større labyrint, 1993); Maria Q (Maria Q, 1994); Dcery Rýna (Rhindøtrene, 1996)
- Rakousko (Østerrike, 1998)
- Prohlídka (Visning, 2005, česky 2015)